# (2829) Bobhope
(2829) Bobhope (1948 PK; 1942 JH; 1952 DU2; 1952 HR; 1959 RV; 1972 YZ) ist ein ungefähr 41 Kilometer großer Asteroid des äußeren Hauptgürtels, der am 9. August 1948 vom südafrikanischen (damals: Südafrikanische Union) Astronomen Ernest Leonard Johnson am ehemaligen Union-Observatorium im Stadtteil Observatory in Johannesburg (Provinz Gauteng) entdeckt wurde.

## Benennung
(2829) Bobhope wurde nach dem US-amerikanischen Komiker, Schauspieler und Unterhaltungskünstler Bob Hope (1903–2003) benannt, der in England geboren wurde. In zahlreichen Rundfunk- und Fernsehproduktionen spielte Hope seine Rolle als Trottel und Feigling in Filmen wie Die Erbschaft um Mitternacht (The Cat and the Canary) (1939), Caught in the Draft (1941) und Das Korsarenschiff (1944). Hope wurde mit fünf Ehren-Oscars und mehr als 40 Ehrendoktortiteln ausgezeichnet. Die Benennung wurde von den US-amerikanischen Astronomen Gareth Vaughan Williams und Robert Williams vorgeschlagen.